# Cheirolophus mansanetianus
Cheirolophus mansanetianus là một loài thực vật có hoa trong họ Cúc. Loài này được Stübing, J.B.Peris, Olivares & J.Martín mô tả khoa học đầu tiên năm 1997.